# Kaya Kuninori
Le prince Kaya Kuninori (賀陽宮邦憲王, Kaya-no-miya Kuninori Shinnō), 1er septembre 1867 - 8 décembre 1909, est un membre de la famille impériale du Japon et le fondateur de l'une des neuf ōke (maisons princières) de l'ère Meiji.

## Jeunesse
Le prince naît à Kyoto,  deuxième des neuf fils du prince Kuni Asahiko (1824–1891) durant la restauration de Meiji. Son père, descendant de la lignée impériale collatérale Fushimi-no-miya, est un prêtre laïc bouddhiste  qui devient un proche conseiller des empereurs Kōmei et Meiji, Sa mère est la dame de cour Izumitei Shizue.
D'abord appelé Iwa-no-miya, il est appelé Iwaomaro-ō à partir du 15 mars 1874. Il change son nom personnel pour celui de Kuninori le 21 juillet 1886. Contrairement à ses demi-frères cadets, les princes Nashimoto Morimasa, Naruhiko Higashikuni et Asaka Yasuhiko, le prince Kuninori ne s'engage pas dans la carrière militaire. Il est exclu de la succession de la maison Kuni-no-miya pour raison de santé le 7 mars 1887.

## Nouvelle maison princière
L'empereur Meiji accorde au prince Kuninori le titre Kaya-no-miya (ad personam) et le rang de shinnō le 17 décembre 1892. Plus tard, le 4 mai 1900, l'empereur l'autorise à fonder une nouvelle branche collatérale de la famille impériale.
Kaya Kuninori succède à son père comme prêtre suprême (saishu) du Ise-jingū et occupe cette fonction jusqu'à sa mort.

## Mariage et famille
Le 26 novembre 1892, Kaya Kuninori épouse Daigo Yoshiko (7 décembre 1865 - 21 novembre 1941), la fille du marquis Daigo Tadayori, dernier kuge de cette lignée de nobles de cour. Le couple a quatre enfants :
1. Princesse Yukiko (由紀子女王), 23 novembre 1895–1946?); épouse le vicomte Machijiri
2. Prince Tsunenori (恒憲王?), 7 janvier 1900 - 3 janvier 1978; épouse Kujō Toshiko, cinquième fille du prince Kujō Michizane et nièce de l'impératrice Teimei, consort de l'empereur Taishō.
3. Princesse Sakiko (佐紀子女王?), 30 mars 1903 - 1er septembre 1923; épouse son deuxième cousin, le prince Takehiko Yamashina, sans descendance. Elle se trouve avec son mari dans leur maison de la station balnéaire Yuigahama (en) à Kamakura dans la préfecture de Kanagawa à l'époque du séisme de 1923 de Kantō. Le bâtiment s'effondre, tuant la princesse et son enfant à naître. L'enfant est nommé prince Yamashina Taha (山階宮他派王, Yamashina-no-miya Taha-ō).

## Galerie

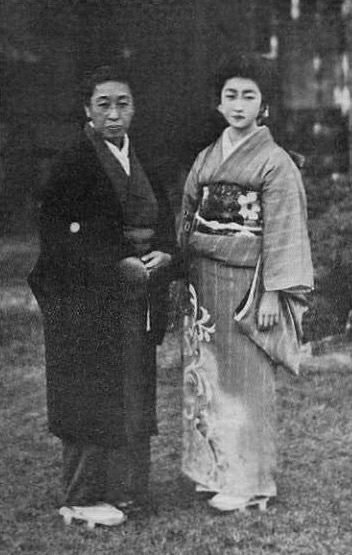
SAI la princesse Kaya Yoshiko avec sa fille Sakiko
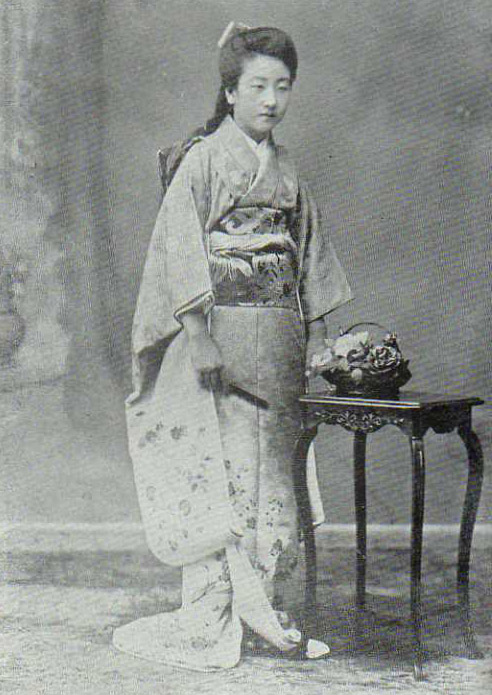
SAI la princesse Kaya Yukiko
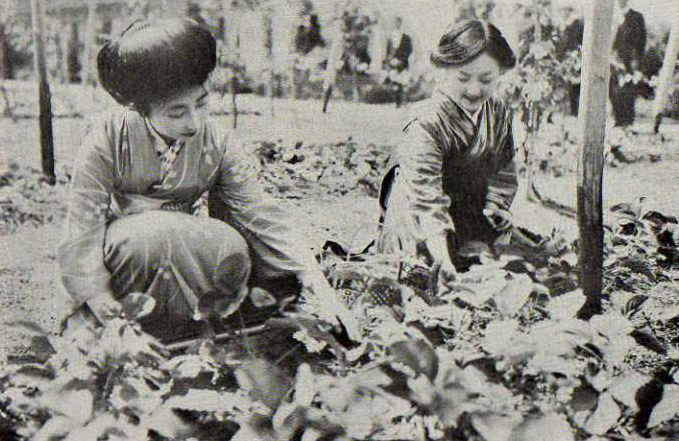
SAI la princesse Kaya Sakiko en compagnie de Kuni Satoko

## Source de la traduction
- (en) Cet article est partiellement ou en totalité issu de l’article de Wikipédia en anglais intitulé « Prince Kaya Kuninori » (voir la liste des auteurs).